# Walbach
Walbach ist eine französische Gemeinde mit 926 Einwohnern (Stand 1. Januar 2022) im Département Haut-Rhin in der Region Grand Est (bis 2015 Elsass). Sie gehört zum Arrondissement Colmar-Ribeauvillé und zum Kanton Wintzenheim.

## Geografie
Die Gemeinde Walbach liegt etwa zehn Kilometer westlich von Colmar am linken Ufer der Fecht. Das Fechttal in den Vogesen wird auch als Münstertal bezeichnet (nach der Stadt Munster oberhalb von Walbach). Das Gemeindegebiet ist Teil des Regionalen Naturparks Ballons des Vosges.
Über zwei Drittel des Gemeindegebietes sind von Wald bedeckt. Der Haltepunkt Walbach-La Forge an der Strecke Colmar–Metzeral liegt auf der rechten Seite der Fecht im Wintzenheimer Ortsteil La Forge.
Nachbargemeinden von Walbach sind Labaroche im Norden, Turckheim und Zimmerbach im Nordosten, Wintzenheim im Südosten und Wihr-au-Val im Südwesten.

## Geschichte
Von 1871 bis zum Ende des Ersten Weltkrieges gehörte Walbach als Teil des Reichslandes Elsaß-Lothringen zum Deutschen Reich und war dem Kreis Colmar im Bezirk Oberelsaß zugeordnet.
1873 geriet Walbach in die Schlagzeilen, als es bei dem Ort angeblich zu Marienerscheinungen kam. Eine dadurch veranlasste Ansammlung von Tausenden von Wallfahrern wurde mit Hilfe deutschen Militärs aufgelöst, ein Regiment „bis auf Weiteres“ in Walbach einquartiert. Richard Schmidt-Cabanis veralberte die angebliche „Wunder-Erscheinung der Jungfrau zu Walbach“ in einem nach der Melodie von Freifrau von Droste-Vischering zu singenden Spottlied.

## Bevölkerungsentwicklung
| Jahr                       | 1962 | 1968 | 1975 | 1982 | 1990 | 1999 | 2007 | 2019 |
| -------------------------- | ---- | ---- | ---- | ---- | ---- | ---- | ---- | ---- |
| Einwohner                  | 523  | 534  | 583  | 646  | 759  | 930  | 902  | 920  |
| Quellen: Cassini und INSEE |      |      |      |      |      |      |      |      |

## Sehenswürdigkeiten
- Schloss Walbach aus dem 14. Jahrhundert
- Jakobskirche

|  |  |